# Abel Ruiz
Abel Ruiz Ortega (Almussafes, 2000. január 28. –) olimpiai bajnok spanyol labdarúgó, a Girona és a spanyol U21-es válogatott játékosa.

## Pályafutása

### Korai évek
Almussafes-ben született, 2012-ben csatlakozott a Barcelona ifjúsági csapatához a Valenciától.
A La Masián az U14/B csapatában kezdte meg a barcelonai karrierjét.
Majd a következő esztendőkben az U14/A, az U16/A és a Juvenil A csapataival is az első helyen végzett. Sőt a 2017/18-as UEFA Ifjúsági Liga bajnoka lett.
2016-ban újabb szerződést kötött a klubbal.

### Klubcsapatban

#### FC Barcelona/B
2017. március 25-én Gerard López vezetőedző nevezte először a tartalékcsapba a Valencia B elleni idegenbeli mérkőzésen.
Április 9-én csereként mutatkozott be a CF Badalona elleni 2–0-s győzelemmel. Augusztus 28-án debütált a spanyol bajnokság másodosztályában a CD Tenerife elleni 0–3-as hazai mérkőzésen.
A következő fordulóban, szeptember 1-jén a 69. percben megszerezte első gólját a bajnokságban a Granada CF elleni 2–2-es összecsapáson.
Március 7-én debütált a nagycsapatban, a katalán szuperkupa döntőjében az RCD Espanyol ellen.
Ernesto Valverde először 2019. április 13-án nevezte az SD Huesca elleni bajnoki mérkőzésre, majd május 5-én szavazott neki bizalmat, a 69. percben Philippe Coutinho helyére cserélte be, a Getafe CF elleni 2–0-s mérkőzésen.

#### SC Braga
2020. január 31-én a Barcelonától kölcsönvették a szezon végéig. A csapat kivásárlási joggal is rendelkezik.
Február 8-án a Gil Vincente elleni 2–2-es bajnoki mérkőzésen a kispadon kapott helyet. Február 20-án először lépett pályára nemzetközi szintén az Európa ligában. Az ellenfél a skót Rangers FC volt, 70 perc játéklehetőséget kapott, és az 59. percben megszerezte az első gólját.

#### Girona
2024. június 27-én a Girona szerződtette 2029. június 30-ig.

### Válogatottban
2024-ben a párizsi olimpián a spanyol válogatott tagjaként olimpiai bajnoki címet szerzett.

## Statisztika
2020. március 2-i állapot szerint.
| Klub               | Szezon           | Bajnokság          | Bajnokság | Bajnokság | Kupa  | Kupa  | Nemzetközi | Nemzetközi | Egyéb | Egyéb | Összes | Összes |
| Klub               | Szezon           | Liga               | Mérk.     | Gólok     | Mérk. | Gólok | Mérk.      | Gólok      | Mérk. | Gólok | Mérk.  | Gólok  |
| ------------------ | ---------------- | ------------------ | --------- | --------- | ----- | ----- | ---------- | ---------- | ----- | ----- | ------ | ------ |
| Barcelona B        | 2016–17          | Segunda División B | 1         | 0         | —     | —     | —          | —          | 1     | 0     | 2      | 0      |
| Barcelona B        | 2017–18          | Segunda División   | 26        | 3         | —     | —     | —          | —          | —     | —     | 26     | 3      |
| Barcelona B        | 2018–19          | Segunda División B | 21        | 3         | —     | —     | —          | —          | —     | —     | 21     | 3      |
| Barcelona B        | 2019–20          | Segunda División B | 19        | 3         | —     | —     | —          | —          | —     | —     | 19     | 3      |
| Barcelona B        | Összesen         | Összesen           | 67        | 9         | —     | —     | —          | —          | 1     | 0     | 68     | 9      |
| Barcelona          | 2018–19          | La Liga            | 1         | 0         | 0     | 0     | 0          | 0          | 0     | 0     | 1      | 0      |
| Barcelona          | Összesen         | Összesen           | 1         | 0         | 0     | 0     | 0          | 0          | 0     | 0     | 1      | 0      |
| SC Braga (kölcsön) | 2019–20          | Primeira Liga      | 1         | 0         | 0     | 0     | 2          | 1          | 0     | 0     | 3      | 1      |
| SC Braga (kölcsön) | Összesen         | Összesen           | 1         | 0         | 0     | 0     | 2          | 1          | 0     | 0     | 3      | 1      |
| Karrier összesen   | Karrier összesen | Karrier összesen   | 69        | 9         | 0     | 0     | 2          | 1          | 1     | 0     | 72     | 10     |